# Angela Roy

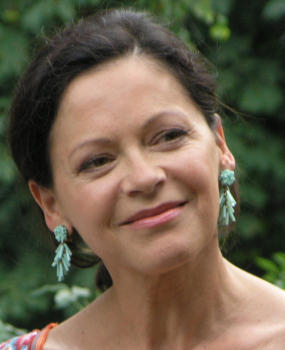
Angela Roy (2006)

Angela Roy (* 24. Juni 1957 als Angela Giesen in Hamburg) ist eine deutsche Schauspielerin und Regisseurin. Einem breiteren Fernsehpublikum wurde sie als Katja Thaler an der Seite von Elmar und Fritz Wepper in der ZDF-Krimiserie Zwei Brüder bekannt. Seit 1986 stand sie in über 100 Film- und Fernsehproduktionen vor der Kamera.

## Leben
Angela Roy entstammt einer Artistenfamilie. Ihre Eltern waren Wurfakrobaten und reisten mit einem dritten Partner als Iris Roy Trio durch die Welt. Daher wechselte auch die Tochter bis zu ihrem elften Lebensjahr ständig Wohn- und Aufenthaltsorte. Ihr Abitur schloss sie in ihrer Geburtsstadt ab. Nach eigenen Angaben verfügt sie über eine große Sprachbegabung und erlernte verschiedene europäische Sprachen (darunter drei skandinavische), von denen sie heute noch Englisch, Französisch, Italienisch und Spanisch spricht. Außerdem besitzt sie einen Abschluss als staatlich geprüfte Übersetzerin für Englisch/Deutsch.
Roy hat eine Tochter und lebt seit 2002 wieder in ihrer Geburtsstadt Hamburg (Stadtteil Rotherbaum). Sie ist Mitglied der Deutschen Filmakademie und im Bundesverband der Film- und Fernsehschauspieler.

## Karriere
Angela Roy studierte zunächst Ballett, Gesang und Choreografie, bevor sie an der Royal Academy of Dramatic Art in London ihre Schauspielausbildung absolvierte. Ihre Ausbildung finanzierte sie sich u. a. als Choreografin für Pia Zadora.
Am Theater spielte Roy zunächst in London, wo sie studierte, und war danach am Bayerischen Staatsschauspiel, am Volkstheater München sowie an den Hamburger Kammerspielen tätig. Weitere Gastengagements hatte sie am Stadttheater Pforzheim, bei den Festspielen Heppenheim, am Theater des Westens und am Komödie am Kurfürstendamm. 1998 realisierte sie mit ihrem Kollegen und jahrelangen Lebensgefährten Erich Hallhuber das Theaterstück Play it again Brecht am Münchner Cuvilliés-Theater als ihre erste gemeinsame Regiearbeit.
Seit 1986 steht Roy auch regelmäßig in zahlreichen Film- und Fernsehproduktionen vor der Kamera. Ihre Fernsehkarriere begann mit Rollen in den Serien Schafkopfrennen und Drei Damen vom Grill. Einem breiteren Fernsehpublikum wurde sie als Katja Thaler an der Seite von Elmar und Fritz Wepper in der ZDF-Krimiserie Zwei Brüder bekannt. Von 1995 bis 1997 übernahm sie die Rolle der Bea Lorenz in der Fernsehserie Der Mond scheint auch für Untermieter. Von November 2006 bis Oktober 2007 war sie in der Telenovela Rote Rosen in der weiblichen Hauptrolle der ersten Staffel als Petra Jansen zu sehen. Von Juli bis Dezember 2009 spielte sie als Mona Sailer eine der Hauptrollen in der ARD-Serie Geld.Macht.Liebe. Neben zahlreichen festen Serienrollen, übernimmt sie wiederholt Gastrollen in Formaten wie Großstadtrevier, Kommissar Rex, Das Traumschiff , Für alle Fälle Stefanie, Wilsberg, im Tatort und in den Inga-Lindström- und Rosamunde-Pilcher-Verfilmungen zu sehen. 2004 spielte Roy in dem mit dem Deutschen Fernsehpreis ausgezeichneten Fernsehfilm Kalter Frühling von Dominik Graf. 2006 war sie in Dietmar Kleins Zweiteiler Rose unter Dornen als Birgit Hollinghaus in einer der tragenden Rollen zu sehen. 2013 spielte sie in der Filmkomödie Harry nervt die weibliche Hauptrolle der Katharina Wegener, die sich von ihrem Ehemann scheiden lässt. Til Schweiger besetzte Angela Roy 2020 in seiner erfolgreichen Filmkomödie Die Hochzeit, wo sie die Rolle der Gesa Seyffert spielte.

## Filmografie

### Filme
- 1995: Knallhart daneben
- 1995: Das wilde Mädchen
- 1996: Hart aber herzlich: Operation Jennifer (Hart to Hart: Till Death Do Us Hart)
- 1997: Für immer und immer
- 2000: Die Traumprinzen
- 2000: Rillenfieber (Kurzfilm)
- 2001: Die Tochter des Kommissars
- 2003: Hilfe, ich bin Millionär
- 2004: Kalter Frühling
- 2004: Geheimnis der Karibik
- 2004: Das Zimmermädchen und der Millionär
- 2006: Rose unter Dornen (Zweiteiler)
- 2006: Carrick Mor (Kurzfilm)
- 2006: Maria an Callas
- 2007: Reife Leistung!
- 2007: Ein unverbesserlicher Dickkopf
- 2010: Ein Schatz fürs Leben – Abenteuer in Panama
- 2011: Weihnachten … ohne mich, mein Schatz!
- 2013: Alles Chefsache!
- 2013: Harry nervt
- 2016: Nur nicht aufregen!
- 2019: Song für Mia
- 2019: Auf einmal war es Liebe
- 2020: Die Hochzeit
- 2023: Ich will mein Glück zurück

### Fernsehserien und -reihen
- 1986: Schafkopfrennen (2 Folgen)
- 1988: Zur Freiheit (Folge: Alles vorbestimmt)
- 1988–1989: Drei Damen vom Grill (7 Folgen)
- 1989–2008: SOKO 5113 (verschiedene Rollen, 4 Folgen)
- 1989: Das Nest (Folge: Zwei Ohrfeigen)
- 1992: Regina auf den Stufen (4 Folgen)
- 1992: Le chinois (Folge: L'ange déchû)
- 1993: Wolffs Revier (Folge: Ich knall' dich ab)
- 1993: Evelyn Hamanns Geschichten aus dem Leben (Folge: Frohe Ostern/Der Anhalter)
- 1993: Liebe ist Privatsache (15 Folgen)
- 1994: Der Bergdoktor (2 Folgen)
- 1994–2001: Zwei Brüder (17 Folgen)
- 1995–1997: Der Mond scheint auch für Untermieter (20 Folgen)
- 1995: Gezeiten der Liebe (13 Folgen)
- 1995: Immenhof (5 Folgen)
- 1995: Frankie (3 Folgen)
- 1996: Kriminaltango (Folge: Die Unschuld)
- 1996: Aus heiterem Himmel (5 Folgen)
- 1999: Unser Lehrer Doktor Specht (Folge: Bergwanderung)
- 1999: Die Sternbergs – Ärzte, Brüder, Leidenschaften (2 Folgen)
- 1999: Heimatgeschichten (Folge: Der Besuch der alten Dame)
- 2000–2006: Großstadtrevier (verschiedene Rollen, 2 Folgen)
- 2001: SOKO Leipzig (Folge: Taximorde)
- 2001: Die Cleveren (Folge: Der Vampir)
- 2001: Kommissar Rex (Folge: Besessen)
- 2001: Tierarzt Dr. Engel (4 Folgen)
- 2001: Schlosshotel Orth (Folge: Bittere Wahrheit)
- 2001: Wilsberg und der letzte Anruf (Fernsehreihe)
- 2001: Das Traumschiff – Las Vegas (Fernsehreihe)
- 2002: Tatort – Schatten (Fernsehreihe)
- 2002: Alphateam – Die Lebensretter im OP (Folge: Weiber)
- 2002: Für alle Fälle Stefanie (Folge: Am seidenen Faden)
- 2002: Ritas Welt (Folge: Is was Horst?)
- 2002: Der letzte Zeuge (Folge: Die Entführung)
- 2003: Doppelter Einsatz (Folge: Heiße Fracht)
- 2003: Rosamunde Pilcher – Flamme der Liebe (Fernsehreihe)
- 2003: Tatort – Leyla (Fernsehreihe)
- 2003–2006: Mit Herz und Handschellen (12 Folgen)
- 2004–2006: Ein Fall für zwei (verschiedene Rollen, 2 Folgen)
- 2004: Der Ferienarzt … auf Korfu (Fernsehreihe)
- 2004: SK Kölsch (Folge: Der letzte der Hippies)
- 2004: Die Unsichtbare (Kurzfilm)
- 2005: SOKO Kitzbühel (Folge: Mord im Schloss)
- 2005: Bis in die Spitzen (3 Folgen)
- 2006–2007, 2016: Rote Rosen (219 Folgen)
- 2006: Tatort – Liebe am Nachmittag (Fernsehreihe)
- 2006: Die Rosenheim-Cops (Folge: Diebstahl als Alibi)
- 2006: Der Kriminalist (Folge: Mördergroupie)
- 2007: Unser Charly (Folge: Charly und das Mittelalter)
- 2007: girl friends – Freundschaft mit Herz (Folge: In Gefahr)
- 2008: SOKO Köln (Folge: Man liebt nur einmal)
- 2009: Das Traumschiff – Papua-Neuguinea (Fernsehreihe)
- 2009: Kommissar Stolberg (Folge: Die zweite Chance)
- 2009: Geld.Macht.Liebe (20 Folgen)
- 2010: SOKO Wismar (Folge: Eine kleine Sehnsucht)
- 2011–2014: In aller Freundschaft (verschiedene Rollen, 2 Folgen)
- 2011: Das Traumhotel – Malediven (Fernsehreihe)
- 2011: Wilde Wellen – Nichts bleibt verborgen (Miniserie, 4 Folgen)
- 2012: Rosamunde Pilcher – Das Geheimnis der weißen Taube (Fernsehreihe)
- 2012: Inga Lindström – Die Sache mit der Liebe (Fernsehreihe)
- 2013: Einsatz in Hamburg – Mord an Bord (Fernsehreihe)
- 2013: Um Himmels Willen (3 Folgen)
- 2014–2021: SOKO Stuttgart (verschiedene Rollen, 3 Folgen)
- 2014: Inga Lindström – Sommerlund für immer (Fernsehreihe)
- 2015: Das Traumschiff – Kanada (Fernsehreihe)
- 2015: Rosamunde Pilcher – Ghostwriter (Fernsehreihe)
- 2016: Kreuzfahrt ins Glück – Hochzeitsreise nach Apulien (Fernsehreihe)
- 2017–2019: Einstein (16 Folgen)
- 2017: Die Kanzlei (Folge: Harte Zeiten)
- 2017: Rosamunde Pilcher – Fast noch verheiratet (Fernsehreihe)
- 2017: Tatort – Nachtsicht (Fernsehreihe)
- 2017: Chaos-Queens – Die Braut sagt leider nein (Fernsehreihe)
- 2017: Notruf Hafenkante (Folge: Mörder meiner Tochter)
- 2018: Der Zürich-Krimi: Borchert und die letzte Hoffnung (Fernsehreihe)
- 2018: Der Zürich-Krimi: Borchert und die Macht der Gewohnheit (Fernsehreihe)
- 2018: Inga Lindström – Vom Festhalten und Loslassen (Fernsehreihe)
- 2019: Stralsund – Schattenlinien (Fernsehreihe)
- 2019: SOKO Hamburg (Folge: Der Lottokönig)
- 2019–2023: Der Bergdoktor (verschiedene Rollen, 2 Folgen)
- 2020: Kreuzfahrt ins Glück – Hochzeitsreise nach Menorca (Fernsehreihe)
- 2020: Nord Nord Mord – Sievers und die tödliche Liebe (Fernsehreihe)
- 2020: Bad Banks (Folge: Kollateralschaden)
- 2020: Marie Brand und die falschen Freunde (Fernsehreihe)
- 2020: Der gute Bulle – Nur Tote reden nicht (Fernsehreihe)
- 2024: Brüt (Miniserie, 5 Folgen)
- 2025: In Wahrheit: Für immer dein (Fernsehreihe)
- 2025: Lena Lorenz: Das halbe Lottchen, Überväter, Vor aller Augen (Fernsehreihe)

## Theater (Auswahl)

### Als Schauspielerin
- 1997–2002: Ragout Fin de Siècle – Ein Erich-Kästner-Abend für Erwachsene
- 2000: Wenn ich mich in Deine Stimme hülle – Ein Lotte Lenya / Kurt Weill Abend
- 2001: Ich gehöre nur mir ganz allein – Ein Marlene Dietrich Abend
- 2009: Barfuß im Regen – Theater an der Kö
- 2012: Die Harry Belafonte Story – Theatertournee

### Als Regisseurin
- 1998: Play it again Brecht – Cuvilliés-Theater München